# Чемпионская игра НФЛ 1934
Чемпионская игра чемпионата НФЛ 1934 — матч по американскому футбол. Матч прошел 9 декабря 1934 года. В матче играли «Чикаго Беарз» и «Нью-Йорк Джайентс». «Нью-Йорк» победил 30-13.

## Судьи
- Рефери: Бобби Кан
- Ампайр: Джордж Лоу
- Главный лайнсмен: Джордж Вергара
- Филд джадж: Мейер

НФЛ добавит судьей в последующие года.

## Ход матча
«Нью-Йорк» открыл счёт, но после этого «Чикаго» три раза подряд набрала очки. В четвёртой четверти, «Нью-Йорк» оформил четыре тачдауна и выиграл игру.
NYG-Нью-Йорк Джайентс, CHI-Чикаго, ЭП-Экстрапоинт
■ Первая четверть:
- NYG-38-ярдовый филд гол, Нью-Йорк повёл 3:0

■ Вторая четверть:
- CHI-1-ярдовый тачдаун+ЭП, Чикаго повёл 7:3
- CHI-17-ярдовый филд гол, Чикаго ведёт 10:3

■ Третья четверть:
- CHI-22-ярдовый филд гол, Чикаго ведёт 13:3

■ Четвёртая четверть:
- NYG-28-ярдовый тачдаун+ЭП, Чикаго ведёт 13:10
- NYG-42-ярдовый тачдаун+ЭП, Нью-Йорк повёл 17:13
- NYG-11-ярдовый тачдаун(экстрапоинт неудачен), Нью-Йорк ведёт 23-13
- NYG-9-ярдовый тачдаун+ЭП, Нью-Йорк ведёт 30:13